# Clive Thompson
Clive Thompson (30 de octubre de 1968) es un periodista, bloguero y escritor de ciencia y tecnología nacido en Canadá.

## Formación
Thompson pasó su infancia en Toronto y en los años 70 y 80  conoció los primeros modelos de ordenadores personales como el Commodore 64  con los que se familiarizó. De niño intentó entender la programación de juegos y la inteligencia artificial, lo que no consiguió, decantándose por el estudio de ciencias políticas, licenciándose en la Universidad de Toronto en 1992. A finales de década de los 90 se mudó a Nueva York y comenzó a escribir para el The New York Times Magazine, The Washington Post, Lingua Franca, Wired, Entertainment Weekly, entre otras publicaciones.

## Trabajo profesional
Thompson ha escrito artículos sobre las tecnologías digitales y su impacto social y cultural en varias publicaciones, como el New York Times Magazine y Wired. En un principio, escribió sobre la aparición de la tecnología en la vida cotidiana, centrándose en la actualidad en la "autoexpresión global" que ofrecen a la sociedad las nuevas formas de los medios de comunicación. Explica Thompson, cómo las nuevas herramientas afectan a nuestra forma de pensar. Así,  el pensamiento social en Internet aporta beneficios a través de la "conciencia ambiental", o interacción que los humanos desarrollan entre sí, pudiendo llegar a ser profundas, intelectuales, sin dejar de ser sociales. Para Thompson, Internet nunca sustituirá a las ciudades porque éstas son demasiado dinámicas para replicarlas a través de la tecnología, sin embargo, ciudades y tecnología están conectadas ya que ambas son una forma de fomentar la interacción.

## Premios
En 2002, recibió una beca Knight de periodismo científico en el MIT.

## Vida personal
Thompson está casado con la crítica de televisión de The New Yorker, Emily Nussbaum, y vive en Brooklyn, Nueva York, con sus dos hijos. Como afición, Thompson participa en el grupo musical The DeLorean Sisters.

## Obras
- Thompson, Clive (2013). Smarter than you think : how technology is changing our minds for the better. New York: Penguin.
- Thompson, Clive (2019). Coders : the making of a new tribe and the remaking of the world. New York: Penguin.